# Yousif Abba
Ephrem Yousif Abba Mansoor (* 18. Juni 1951 in Baghdida, Ninawa, Irak) ist ein syrisch-katholischer Geistlicher und Erzbischof von Bagdad.

## Leben
Yousif Abba empfing am 30. Juni 1978 durch Emmanuel Daddi, chaldäischer Erzbischof von Mosul, die Priesterweihe. Er war Kanzler der mit Rom unierten syrisch-katholischen Kirchenleitung der Erzeparchie USA und Kanada.
Er wurde am 26. Juni 2010 durch die Heilige Synode der syrisch-katholischen Kirche zum Erzbischof von Bagdad gewählt. Papst Benedikt XVI. stimmte der Wahl am 1. März 2011 zu. Der syrisch-katholische Patriarch von Antiochia, Ignatius Joseph III. Younan, spendete ihm am 16. April desselben Jahres die Bischofsweihe. Mitkonsekratoren waren sein Amtsvorgänger Athanase Matti Shaba Matoka, Jules Mikhael Al-Jamil, Kurienerzbischof im Patriarchat von Antiochia, und der emeritierte Erzbischof von Mossul, Basile Georges Casmoussa.
Von September 2021 bis zum 3. Februar 2023 war er zusätzlich Patriarchaladministrator der vakanten syrisch-katholischen Erzeparchie Mosul.